# Wolrad Eberle
Wolrad Eberle, född 4 maj 1908 i Freiburg im Breisgau, död 13 maj 1949 i Köln, var en tysk friidrottare.
Eberle blev olympisk bronsmedaljör i tiokamp vid sommarspelen 1932 i Los Angeles.